# آسکانا
آسکانا (گرجی: ასკანა) یک روستا در شهرداری ازورگتی در ناحیه گوریا در غرب گرجستان است.